# Tschechischer Traum
Tschechischer Traum (Originaltitel: Český sen) ist der Abschlussfilm der ehemaligen tschechischen Filmakademiestudenten Vít Klusák und Filip Remunda. Er dokumentiert die Geschichte rund um die Eröffnung eines fiktiven Einkaufszentrums mit dem gleichen Namen.

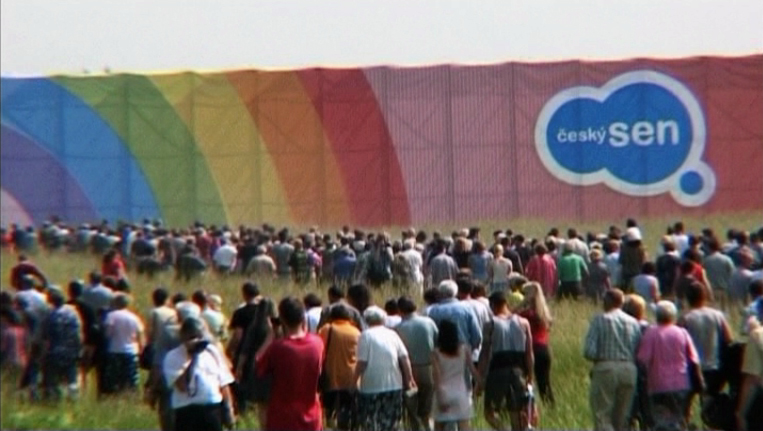
Vorderansicht des „Einkaufszentrums“

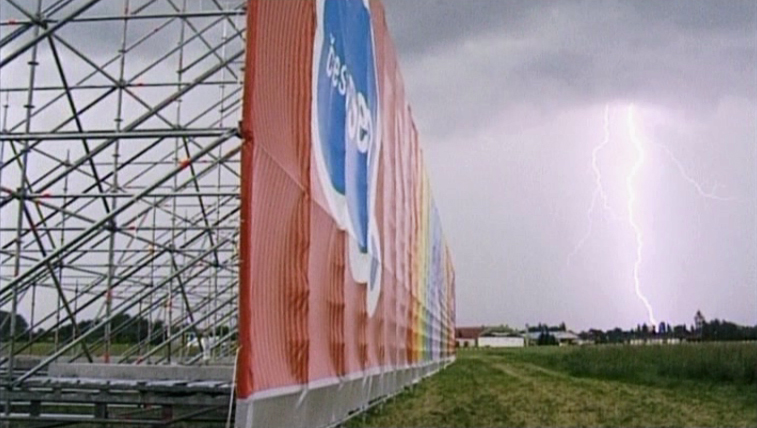
Seitenansicht des „Einkaufszentrums“

## Inhalt
Gemeinsam mit der Werbeagentur MarcBBDO verwirklichten die beiden Filmemacher ein umfassendes Werbekonzept bestehend aus Radio-, Fernseh-, Zeitungs- und Plakatwerbung. Werbesprüche wie „Kommen Sie nicht“ und „Verschwenden Sie kein Geld“ kursierten ebenso wie ein eigens kreierter Werbesong (gesungen von Linda Finková) und drei Fernsehwerbespots mehrere Wochen lang in den Medien. Eine Woche vor „Eröffnung“ des Hypermarktes, für den mit beinahe unrealistisch günstigen Preisen geworben wurde, gab man dessen Adresse bekannt. Rund 3.000 Menschen kamen letztlich zur vermeintlichen Eröffnungsfeier, die etwa 500 Meter vor der Kulisse des Einkaufszentrums, mitten auf einer Wiese am Messegelände in Praha-Letňany, stattfand. Währenddessen wurden die potentiellen Kunden zu den Beweggründen für ihre Anreise befragt.
Nachdem die Absperrung geöffnet worden war, setzte sich die Menschenmasse in Richtung der Kulisse in Bewegung. Mit dabei waren Fernsehkameras, die nach der Ernüchterung, als erkennbar wurde, dass hinter der mit einem Regenbogen bemalten Plane außer einem Stahlgerüst nichts zu finden ist, die erheiterten bis enttäuscht und wütenden Kommentare der in die Irre geleiteten Besucher aufnahmen. Anschließend stellten sich die beiden Filmemacher noch den Fragen der empörten Besucher.
Bis in die Abendstunden kamen quasi im Zehn-Sekunden-Takt weitere Kunden zum Gelände. Noch drei Monate später hielten 18 % der Tschechen „Český sen“ für einen tatsächlich existenten Supermarkt.
Ebenfalls im Film zu sehen sind einige Reaktionen aus Zeitung und Fernsehen auf dieses seltsame Projekt. Für Aufregung sorgte auch, dass es durch öffentliche Gelder des Kulturministeriums gefördert wurde.

## Zitat
„Es ist wie in der Werbung: die Kleidung vor und nach der Wäsche, der pH-Wert im Mund vor und nach dem Kaugummi. Bei uns geht es um das Modell vor und nach der Revolution.“

## Motive und Reaktionen
Ziel des Projekts war es aufzudecken, wie viel Einfluss Werbung auf die Menschen ausübt. Zur selben Zeit wie der Film, im Jahr 2004, startete in Tschechien auch die 200 Millionen Kronen teure Werbekampagne für den EU-Beitritt mit dem Titel: „Ano pro Evropskou unii“ – Ja zur Europäischen Union. Das eben durch die Werbung für den „Tschechischen Traum“ getäuschte Publikum reagierte dementsprechend sensibilisiert auf diese Kampagne, was durchaus im Sinn der beiden Filmemacher war. Schließlich sollte der Film auch zeigen, dass sich Menschen auch auf offensichtlich „leere Versprechungen“ einlassen, solange es nur genügend Werbung dafür gibt. In einer Fernsehdiskussion mit dem tschechischen Premierminister Vladimír Špidla wurde etwa argumentiert, dass die enormen Summen, die für die Werbung zur EU-Beitrittsabstimmung aufgebracht wurden, genauso gut ins Bildungs- und Kulturwesen fließen hätten können. Nach der Niederlage seiner Partei bei den Wahlen zum Europaparlament und innerparteilichen Auseinandersetzungen und auch infolge der überteuerten EU-Werbekampagne trat er am 26. Juni 2004 zurück.

## Auszeichnungen
Der Film erhielt insgesamt fünf Auszeichnungen an den Filmfestspielen von Krakau, Jihlava, Ljubljana und Aarhus.

## Sonstiges
Im Sommer 2007 hatte der Film in US-Kinos unter dem Titel HYPERMARKET = BIG-BOX MEGASTORE Premiere.